# Heterodelta
Heterodelta là một chi bướm đêm thuộc họ Noctuidae.